# 전쟁의 안개 (영화)
전쟁의 안개(The Fog Of War: Eleven Lessons From The Life Of Robert S. Mcnamara)는 미국에서 제작된 에롤 모리스 감독의 2003년 다큐멘터리 영화이다. 로버트 맥나마라 등이 주연으로 출연하였고 에롤 모리스 등이 제작에 참여하였다.

## 출연

### 주연
- 로버트 맥나마라

### 조연
- 피델 카스트로
- 린던 존슨
- 에롤 모리스
- 해리 리즌너

## 제작진
- 공동제작: 로버트 페르난데즈
- 미술: 테드 바파루코스